# 피터 그릴과 현자의 시간

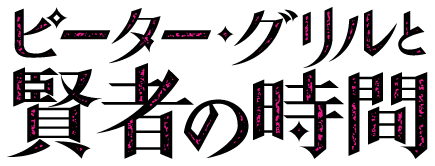

《피터 그릴과 현자의 시간》(ピーター・グリルと賢者の時間)는 히야마 다이스케가 원작한 일본의 만화이다. 월간 액션(후타바샤)에서 2017년 10월호부터 발간 중. 2020년 7월부터 9월까지 TV 애니메이션화로 제1기로 방영되었으며, 2022년 10월부터 12월까지 제2기인 《피터 그릴과 현자의 시간 Super Extra》(ピーター・グリルと賢者の時間 Super Extra)가 방영되었다.

## 줄거리
피터 그릴은 무투제를 이겨내고 마침내 최강 칭호를 거머쥐었다. 그 중의 상대인 루벨리아 생크투스와의 관계도 잘 풀릴 것으로 믿었던 그 때 이종족 여자들의 적극적인 접근을 받게 된다.